# Cile ai Giochi della XIX Olimpiade
Il Cile partecipò ai Giochi della XIX Olimpiade che si sono svolti a Città del Messico dal 12 al 27 ottobre 1968, con una delegazione di 21 atleti impegnati in quattro discipline: atletica leggera, equitazione, pugilato e tiro. Fu la dodicesima partecipazione di questo paese ai Giochi estivi. Non fu conquistata nessuna medaglia.